# Plectreurys deserta
Espèce
Plectreurys deserta est une espèce d'araignées aranéomorphes de la famille des Plectreuridae.

## Distribution
Cette espèce est endémique de Californie aux États-Unis,. Elle a été découverte dans le comté de San Bernardino.

## Description
Le mâle holotype mesure 7 mm et la femelle 8,8 mm.

## Publication originale
- Gertsch, 1958 : The spider family Plectreuridae. American Museum Novitates, no 1920, p. 1-53 (texte intégral).